# Cyclodes spectans
Cyclodes spectans là một loài bướm đêm trong họ Noctuidae.